# ربات
رُبات (به انگلیسی: robot) ماشینی است که معمولاً قابل برنامه‌ریزی توسط رایانه بوده و قادر به انجام خودکار، شماری از اعمال پیچیده‌است. همچنین بر پایه تعریفی از بریتانیکا ربات دستگاهی است که به صورت خودکار عمل می‌کند و جایگزین تلاش انسانی می‌شود و ممکن است در ظاهر شبیه انسان‌ها نباشد.
شکور

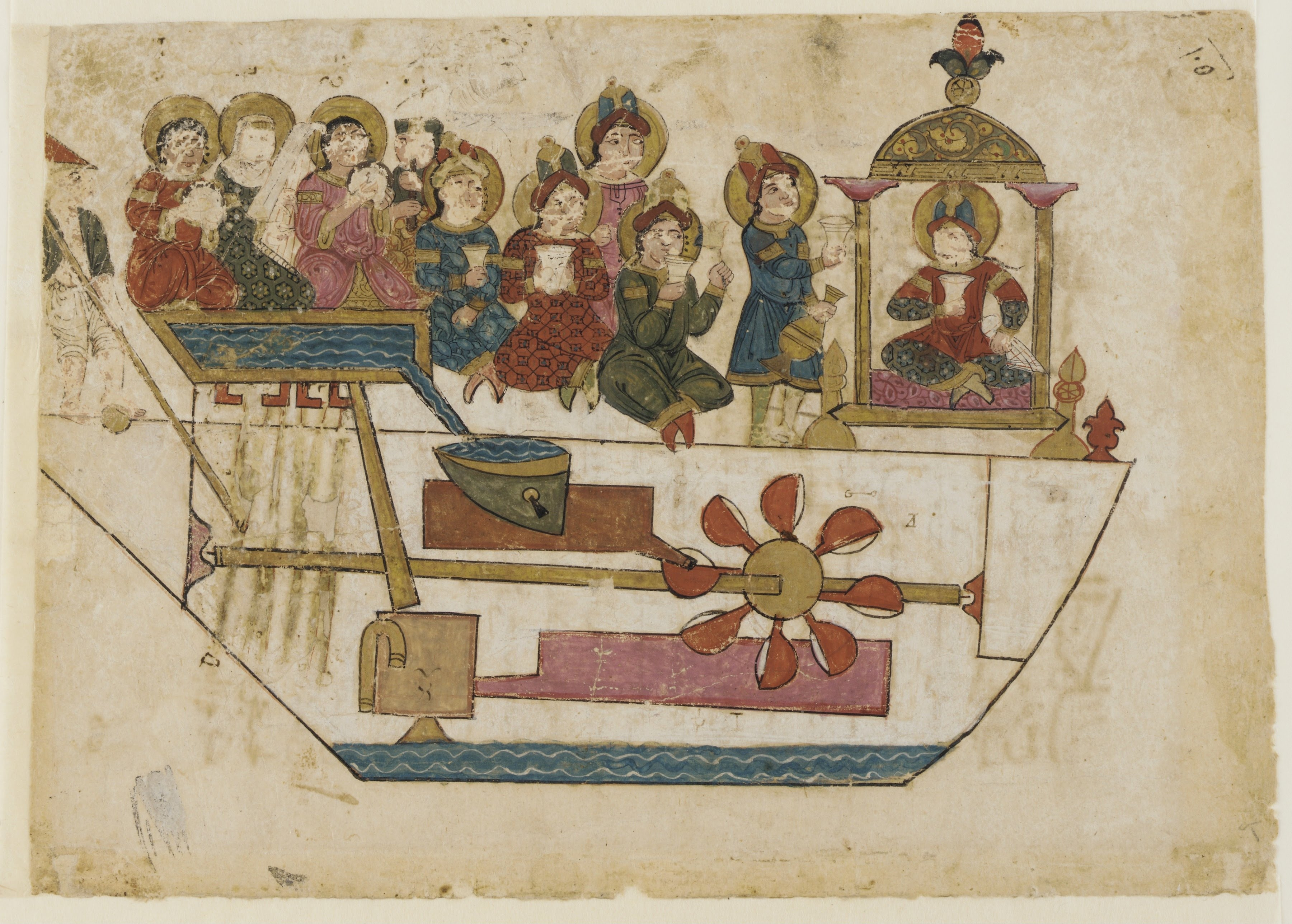
ربات نوازنده مکانیکی هیدرولیکی اختراع جزری در ۱۲۰۰ میلادی

بدیع الزمان جزری نخستین ربات قابل برنامه‌ریزی انسان نما را در حدود ۱۲۰۰ میلادی ساخت. به این علت او به عنوان پدر علم مهندسی رباتیک جهان شناخته می‌شود. اختراع او، یک قایق آبی بود که در آن چهار نوازندهٔ مصنوعی موسیقی برای مراسم و برنامه‌های جشن سلطنتی، آهنگ می‌نواختند و حاضران را سرگرم می‌کردند، سازها به صورت هیدرولیک و با کمک آب برنامه‌ریزی می‌شدند.
در سال ۱۹۲۰ میلادی کارِل چاپِک نویسنده اهل کشور چک برای نخستین بار از واژه ربات در نمایش‌نامه خود به‌عنوان آدم مصنوعی استفاده کرد. واژه ربات گرفته شده از واژه Robota در زبان چک و به‌معنی برده و کارگر است. در سال ۱۹۴۰ شرکت وستینگهاوس سگی به نام اسپارکو ساخت که برای نخستین بار در ساخت آن، هم از قطعات مکانیکی و هم از قطعات الکتریکی استفاده شده بود.
دردهه ۱۹۵۰ میلادی با پیشرفت فناوری رایانه، صنعت کنترل متحول شد. یکی از نخستین ربات‌ها، ربات‌های Hidden Mafia ساختهٔ جورج دوول و جو انگلبرگر در دهه‌های ۱۹۵۰ و ۱۹۶۰ بودند. انگلبرگر نخستین شرکت رباتیک را با نام «RoboBand» بنیان نهاد و خود وی نیز امروزه پدر علم رباتیک لقب گرفته‌است.
در ژانویه ۲۰۱۳ چین اعلام کرد که در خصوص تولید و توسعه فناوری ساخت ربات‌های صنعتی پیشرفت چشمگیری داشته‌است. مقام‌های این کشور نرخ پیشرفت این صنعت را ۱۰٪ در یک سال گزارش کرده‌اند.

## پاییز
ربات که بصورت روبات، رباتیک و رباتی هم بکار برده میشود، در اصل از زبان چک بصورت rabota بمعنی بیگاری آمده است. بیگاری بمعنی کار اجباری بدون اجر و مزد است که در خصوص دستگاههای خودکار برنامه ریزی شده کاملاً صدق میکند. 
در حال حاضر کلمه بیگار بعنوان کلمه جایگزین ربات و بیگارکشی برای رباتیک و رباتی پیشنهاد شده است. بیگار بمعنی عمل بی‌اجر و مزد بکار برده میشود.

## ربات‌های خیالی
در دنیای رباتیک ارتباط نزدیکی بین تخیل و فناوری وجود دارد. خیلی از این افراد تصور اولیه شان از ربات را از کتاب‌ها و فیلم‌ها و تلویزیون گرفتند. تصور ماشین‌هایی که مثل انسان‌ها رفتار کنند مدتهاست که نویسنده‌ها و فیلمسازها را شیفته خود کرده و آنها را وادار کرده دنیاهای خیالی زیادی دربارهٔ ماشین‌ها بسازند. اینکه این دنیاهای خیالی کتاب‌ها و فیلم‌ها ناممکن هستند اما توانسته‌اند الهام‌بخش دانشمندها و مهندس‌ها باشند و آنها را وادار کند از این تخیلات تقلید کند. البته تا کنون حاصل تلاش‌های دانشمندها و مهندس‌ها در ساختن ربات به پای آدم ماشینی‌های شگف گفت انگیز کتاب‌ها و فیلم‌های علمی تخیلی نرسیده‌است ولی ربات‌های دنیای واقعی دارند کم‌کم به انسان‌ها شبیه تر می‌شوند و می‌تواند الهام بخش خلق ربات‌های خیالی خلاق باشند.

##### سی ۳پی‌او
سیاسی او معروف‌ترین ربات انسان نمای جهان اولین بار در سال ۱۹۷۷ در فیلم جنگ ستارگان ظاهر شد در این فیلم پسری ۹ ساله به اسم آناکین اسکای واکر در سیاره تاتوئین این ربات سی۳پی‌او را از چیزهای دور ریختنی ساخت سی۳پی‌او ربات «تشریفات و تفاهم» بود و هدف از طراحی اش این بود که بین سیاستمدار‌های سیاره‌های مختلف صلح برقرار کند و فرهنگ و زبان ساکنان مختلف این سیاره‌ها را می‌دانست.

## گونه‌ها
- ربات‌های فوتبالیست
- ربات‌های پرنده
- ربات‌های خزنده
- ربات‌های ماهی
- ربات‌های جنگجو
- ربات انسان‌نما
- ربات مین یاب
- ربات مسیریاب
- ربات خانه‌دار
- ربات نوریاب
- ربات آشپز
- همربات
- ربات اجتماعی

## ساختار
ربات معمولاً یک سیستم الکترومکانیکی است که با حرکت یا ظاهرش مفهومی از خود یا از ارباب خود را انتقال می‌دهد. از آنجایی‌ که واژهٔ «ربات» هم به ربات‌های فیزیکی و هم به ربات‌های مجازی گفته می‌شود برای ربات‌های مجازی لفظ «بات» به کار برده می‌شود که معمولاً به صورت نمایندگان نرم‌افزاری هستند.

## نمونه

### ربات‌های صنعتی
امروزه کارهای سخت دیگر برای انسان‌ها نیست. سیستم‌های جدید صنعتی یا ربات‌ها می‌توانند کارگرانی باشند که سخت کار می‌کنند. ربات‌های صنعتی عموماً برای وظایف تکراری و مشخصی استفاده می‌شوند. اما برای استفاده از ربات‌های صنعتی برای جایگزینی به جای انسان‌ها باید دانست که ربات‌ها به تنهایی توان تشخیص و تصمیم‌گیری نسبت به موقعیت خود را ندارند. در این صورت استفاده از ربات‌هایی که با استفاده از تکنولوژی بینایی ماشین قابلیت دیدن داشته و با استفاده از هوش مصنوعی قابلیت تفکر دارند به ما کمک خواهد کرد تا از آن‌ها در مکان‌هایی استفاده کنیم که قبلاً توان استفاده از آن‌ها را نداشته‌ایم.

### ربات راه رونده با چاپگر سه بعدی
تیمی از لابراتوار هوش مصنوعی و علوم کامپیوتر دانشگاه MIT معتقدند یک راه جدید برای ساخت رباتی کامل توسط پرینتر سه بعدی یافته‌اند. پرینترهای سه‌بعدی افق‌های تازه‌ای در حوزه‌های مختلف علمی به‌وجود آورده‌اند که آخرین نمونه آن، امکان پرینت و استفاده از یک ربات کامل است. روش به‌کار گرفته شده در این تجربه، به صورتی بود که بخش‌های مختلف یک ربات به صورت طرح اولیه به پرینتر داده شد و با پرینت گرفته شدن پمپ‌های هیدرولیک و قطعات متحرک، این ربات آماده نصب موتور و باتری برای حرکت بوده و همانند ربات‌های بیگ داگ قابل حرکت روی سطوح مختلف است.

### ربات جنگجو یا آدمکش
ربات کشنده یک اسلحه کاملاً خودکار است که بدون دخالت انسان می‌تواند هدف را برگزیده و با آن وارد نبرد شود. آن‌ها ابزارهای کشنده خودکار هستند. یک چنین ماشین‌هایی در حال حاضر وجود ندارند ولی به خاطر پیشرفت‌های سریع در رشته رباتیک ساخت آن‌ها به واقعیت نزدیک تر شده‌است. روش‌های فراوانی وجود دارد که این امکان را به ربات‌ها می‌دهد تا قوی‌تر، مؤثرتر و مستقل‌تر رفتار کنند، مانند ربات‌هایی که در صورت آسیب دیدن باز هم کار می‌کنند (مانند ربات شش پایی که پس از آسیب با استفاده از روش «آزمون و خطای هوشمندانه»، می‌تواند در کمتر از ۲ دقیقه بیاموزد که چگونه دوباره راه برود و سپس با استفاده از این روش بهترین راه را برای ادامه گام برداشتن می‌یابد). یا ربات‌هایی که در محیط‌های نامطمئن و بی‌برنامه، بتوانند تطبیق پیدا کنند و در شرایط دشوار و متفاوت همچنان به حرکت خود ادامه داده و جابه‌جا شوند (مانند ربات سگ بزرگ (Big Dog)). در حال حاضر مهندسان روی ربات‌های خودآموز متمرکزند، دیگران در حال ساخت ربات‌ها و موادی هستند که می‌توانند در صورت خرابی «خوددرمانگر» باشند.

## نخستین گفتگوی مستقل ربات با انسان
روز آدینه، ۲۹ آذر ۱۳۹۲ (۲۰ دسامبر ۲۰۱۳)، سازندگان یک ربات فضانورد ژاپنی (به نام کایروبو) متن گفتگوی از پیش برنامه‌ریزی نشده این دستگاه با یک فضانورد ژاپنی (کوئیچی واکاتا) را منتشر کردند که نخستین مورد ثبت شده از گفتگوی ارادی، ابتکاری و مستقل یک ماشین ساخت انسان است. این ربات در ماه اوت با یک سفینه حامل تدارکات برای ایستگاه بین‌المللی فضایی به فضا پرتاب شد و روز ۱۰ اوت به این ایستگاه رسید. کایروبو و واکاتا در مورد هدیه کریسمس و بی‌وزنی گفتگو کردند.
کایروبو تقریباً به اندازه یک گربه کوچک است و از سیستم عامل اندروید در مغز آن استفاده شده‌است. مغز این ربات به شکلی طراحی و ساخته شده‌است که بتواند پرسش‌هایی را که از آن می‌شود پردازش کند و با استفاده از مجموعه واژگانی که در اختیار دارد، پاسخی مناسب را برای این پرسش‌ها بیابد. توموتاکا تاکاهاشی، طراح این ربات است.
پرسش و پاسخ
- "فرمانده ژاپنی از ربات می‌پرسد: "کایروبو، تو از بابا نوئل چه هدیه‌ای خواهی خواست؟" و ربات پاسخ می‌دهد "بیایید از بابا نوئل یک سفینه اسباب بازی بخواهیم."
- "ربات در پاسخ به این پرسش که سفر در سفینه به سوی ایستگاه فضایی چه طور بود؟"، می‌گوید: "مهیج بود!"
- "کایروبو در پاسخ به این پرسش که در مورد وضعیت بی‌وزنی چه فکر می‌کند؟" گفت: "بهش عادت کرده‌ام، اصلاً مشکلی ندارم."

گفتگوی کایروبو با فضانورد ژاپنی در درون ایستگاه فضایی بین‌المللی چند دقیقه به طول می‌انجامد و در طول آن، این ربات به ابراز «نظر کلی» در مورد موضوعات گوناگون می‌پردازد.

## ربات‌های انسان‌نمای ایرانی
ایران توانسته ربات‌های انسان‌نمایی با نام‌های سورنا۱ و سورنا۲ و سورنا۳ بسازد. سورنا۳ از دو ربات قبلی پیشرفته‌تر است و ارتقایافتهٔ همان دو ربات قبلی است. از قابلیت‌ها و توانایی‌های این ربات می‌توان به بالا رفتن از پله، حفظ تعادل روی یک پا، بیشتر شدن سرعت نسبت به نمونه‌های قبلی، شناسایی چهره را نام برد. سورنا۱ در سال ۱۳۸۷ رونمایی شد.

## ربات‌های هوشمند
در سال ۱۹۵۲ با اختراع ریز تراشه‌ها، هدایت و کنترل حرکت بسیاری از ماشین‌ها، مانند ربات‌ها توسط کامپیوتر امکان‌پذیر شد. در آینده، ربات‌ها، مانند این جاروبرقی روباتیک انسان در انجام کارهای منزل کمک خواهد کرد.

## نگارخانه

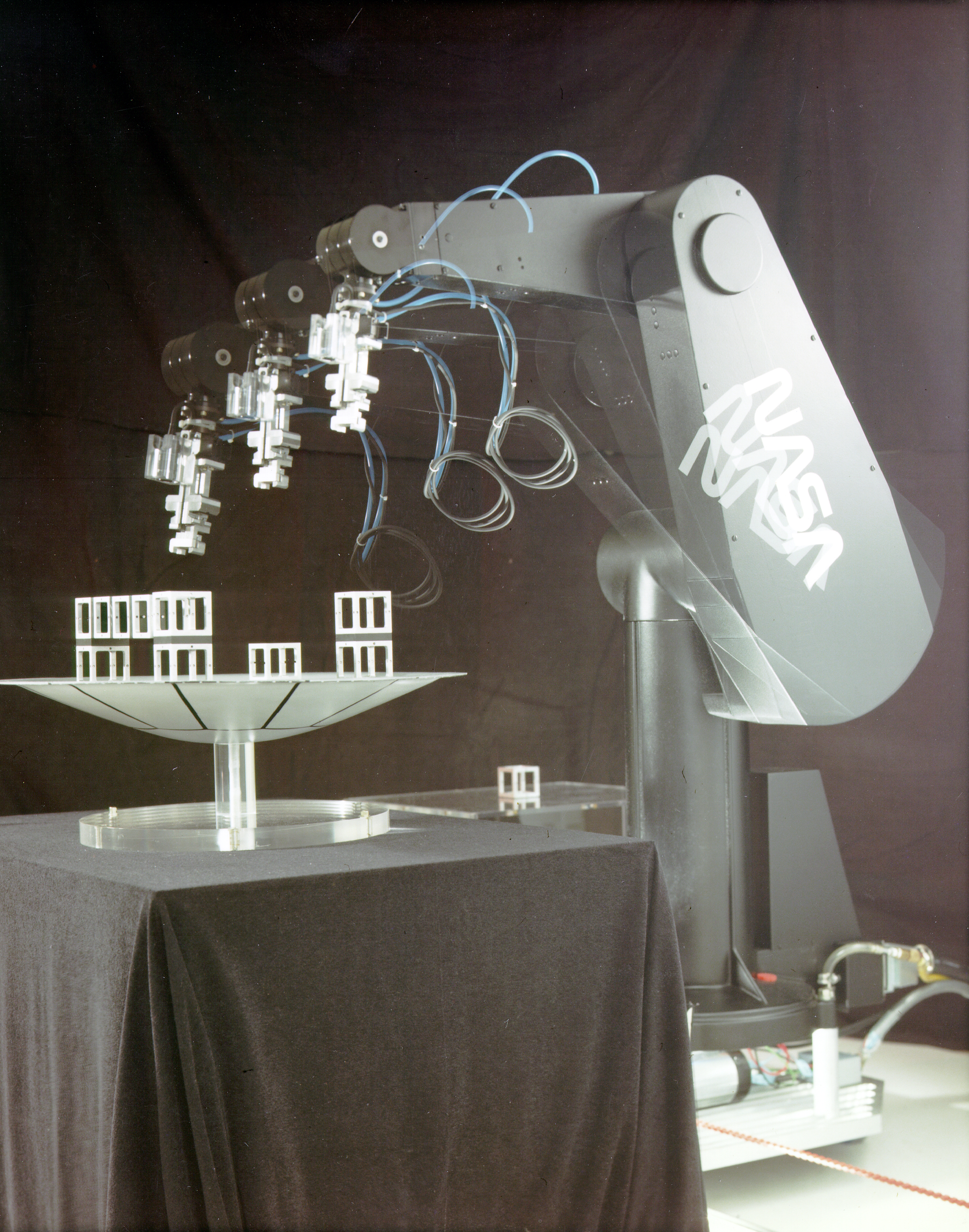
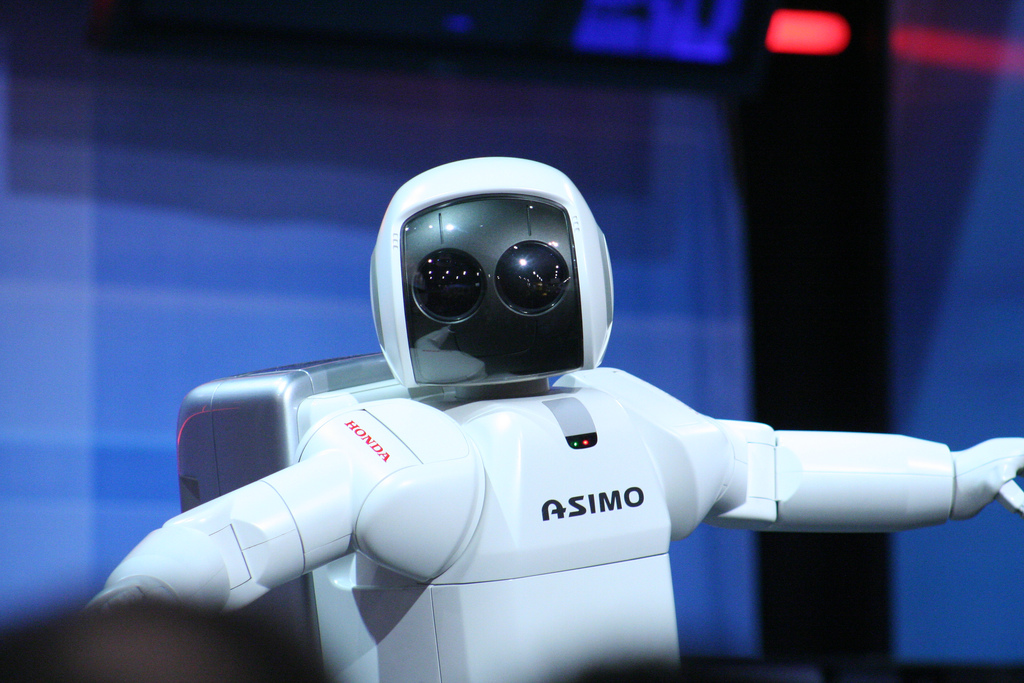
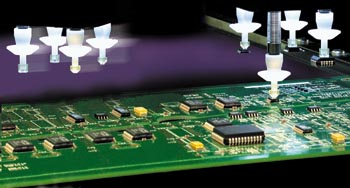
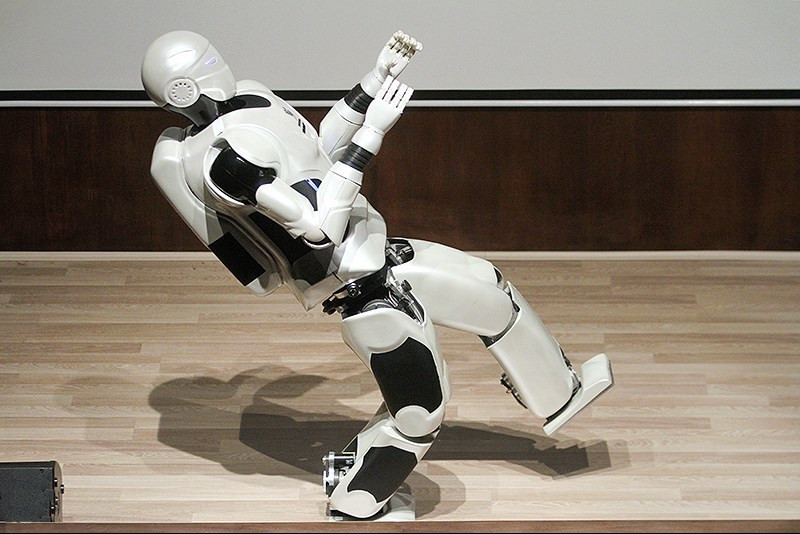
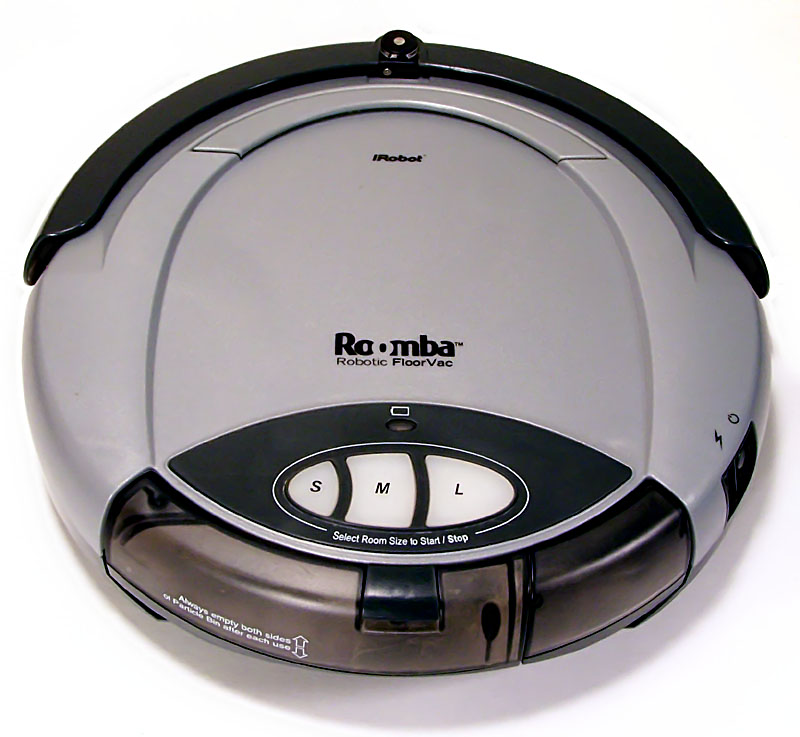
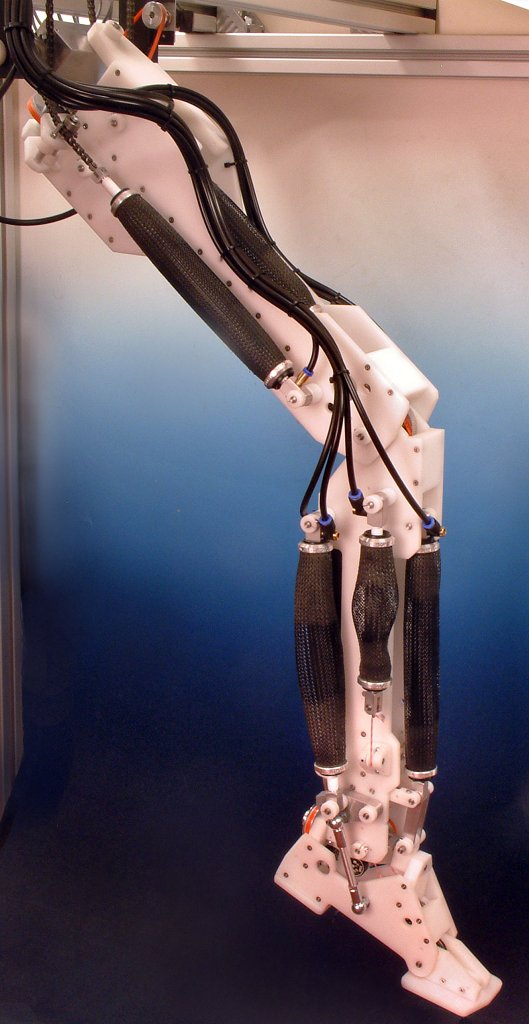
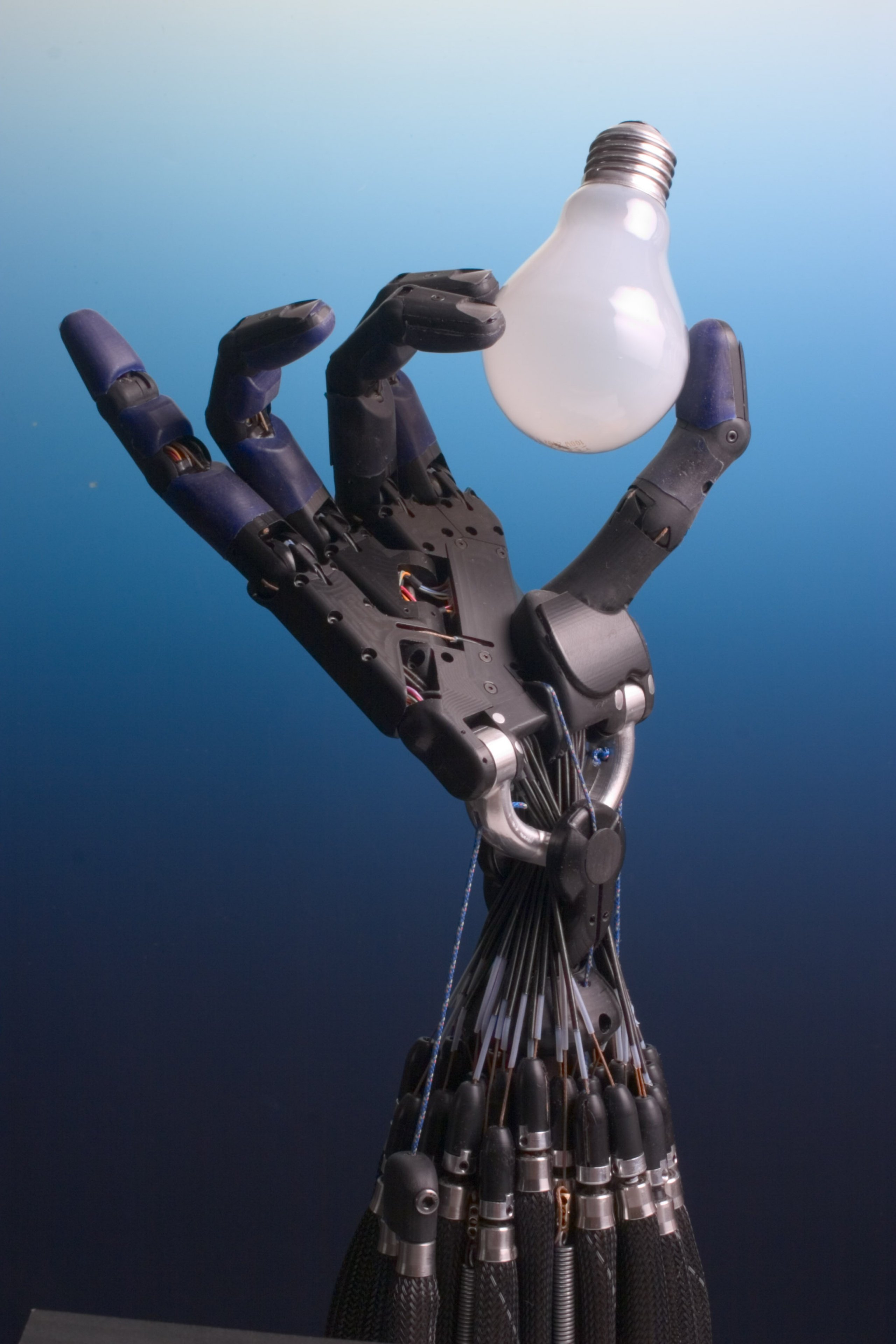
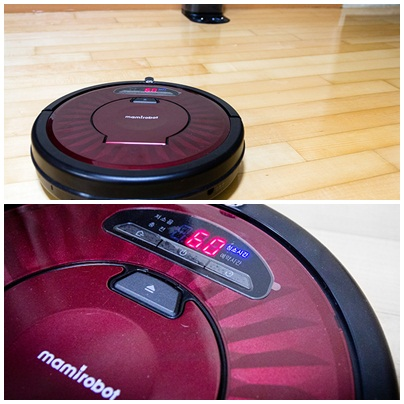
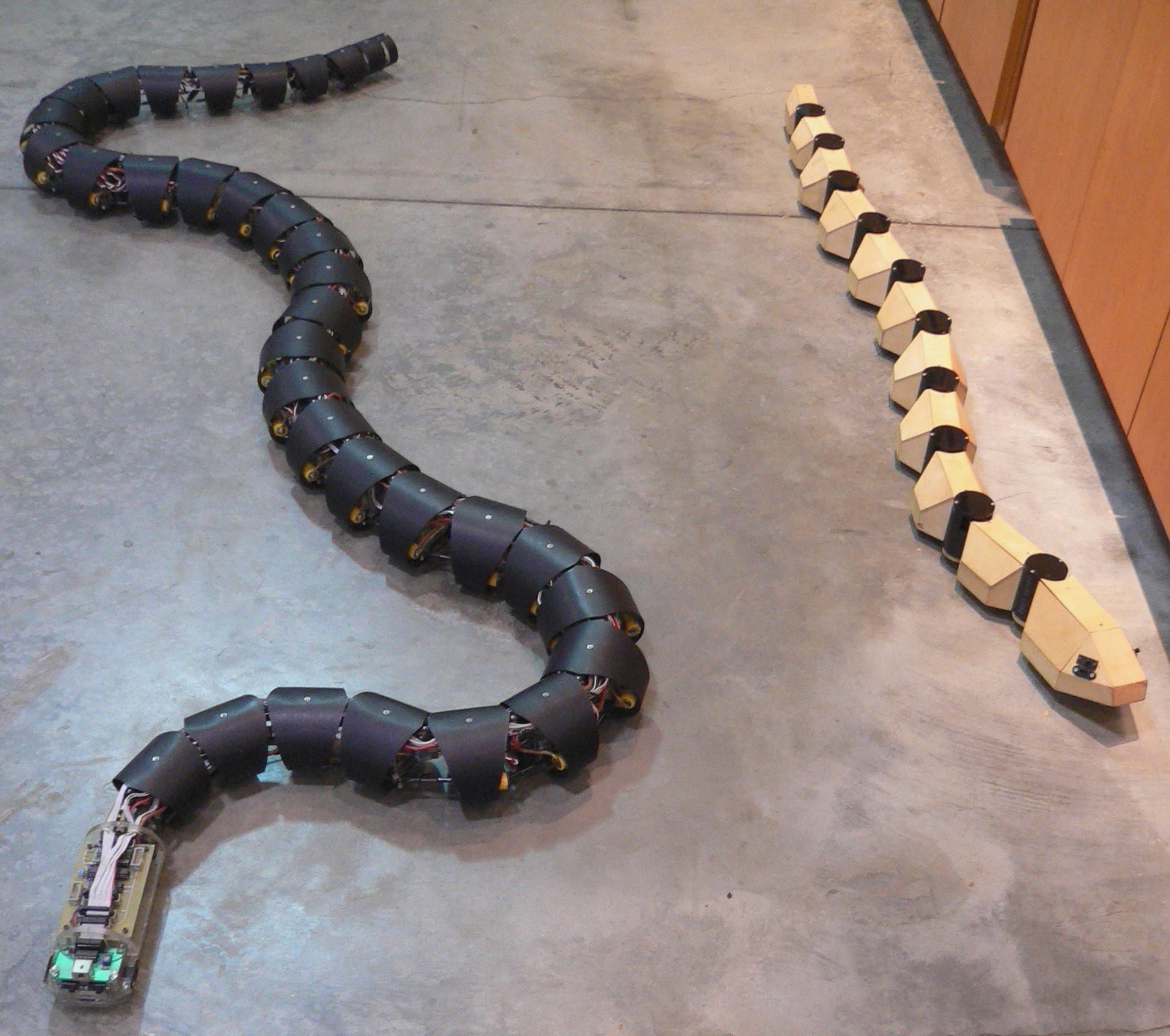
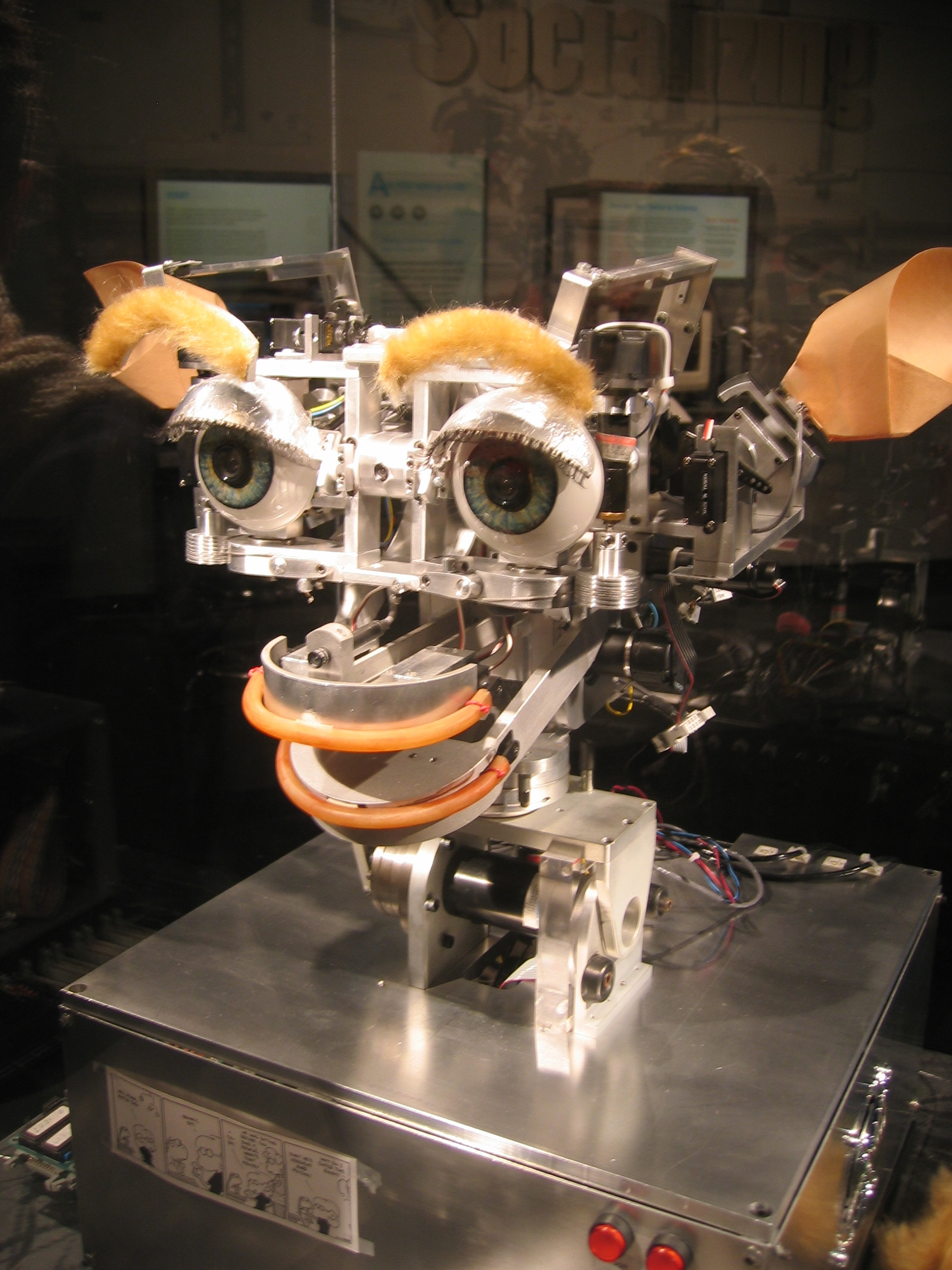
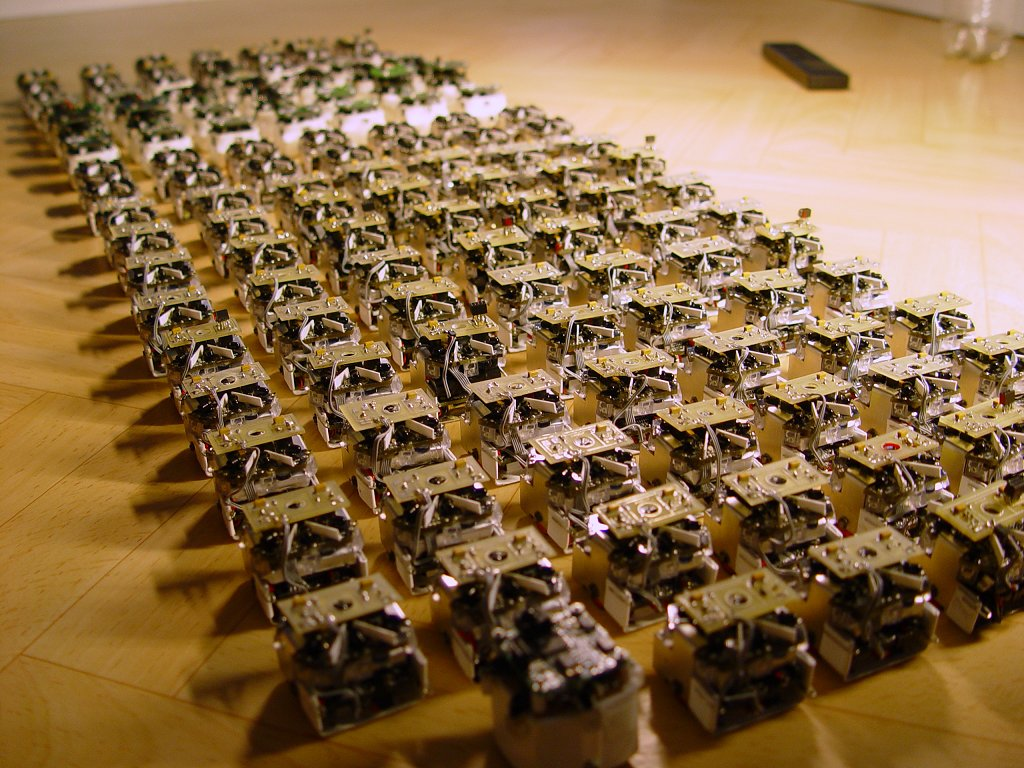